# Moviment New Jewel
El Moviment New Jewel (acrònim anglès de new joint endeavor for welfare, education, and liberation, que en català significa «nou esforç conjunt per al benestar, l'educació i l'alliberament») (NJW) va ser un partit polític d'esquerres, enquadrat en el comunisme, sorgit a la illa caribenya de Grenada.

## Origen
El New Jewel Movement va ser fundat l'11 de març de 1973 com una aliança de l'Esforç Conjunt pel Benestar, l'Educació i l'Alliberament (JEWEL), l'Organització per a l'Educació Revolucionària i l'Alliberament i el Moviment per a les Assemblees del Poble (MAP), dirigit pel jove advocat Maurice Bishop. El manifest inicial de l'NJM va ser àmpliament difós per l'activista del MAP, Franklin Harvey, que havia estat influenciat pels escrits de l'intel·lectual de Trinitat i Tobago C.L.R. James. De 1973 a 1979, l'NJM va ser un actiu partit d'oposició a l'illa de Grenada. Durant la dècada de 1970, la situació política a l'illa es va anar polaritzant i tornant més violenta de forma gradual. Per a les eleccions generals de 1976, l'organització va formar una coalició electoral amb el nom de People's Alliance amb el Grenada National Party i el United People's Party. No obstant això, la coalició va perdre davant del governant Grenada United Labour Party en unes eleccions que van ser qualificades de fraudulentes pels observadors internacionals. A finals de la dècada de 1970, l'NJM va formar l'Exèrcit d'Alliberament Nacional (NLA, per les sigles en anglès), també coneguts com the 12 Apostles.

## Revolució
El 1979, l'NJM va iniciar una revolució contra el govern d'Eric Gairy mentre aquest es trobava fora del país. L'NJM va prendre el control de les casernes militars, de l'emissora de ràdio, dels edificis governamentals i de les comissaries de policia de l'illa. Maurice Bishop va suspendre la Constitució i va anunciar que l'NJM formava el Govern Popular Revolucionari, amb ell mateix com a nou primer ministre. Després de la revolució, l'NJM es va descriure a si mateix com un partit d'avantguarda marxista-leninista. El partit no es considerava a si mateix com un partit comunista perquè no creia que l'NJM o la pròpia illa de Grenada haguessin assolit un nivell de desenvolupament suficient en el que fos possible assolir l'estat comunista. L'NJM promovia mesures polítiques per arribar a un punt en què un partit comunista pogués formar-se, però es considerava a si mateix encara poc preparat pel fet que no estava liderat per una classe proletària a causa del baix nivell de formació en teoria marxista-leninista.
Poc després de la presa del poder, el nou govern va buscar el suport de Cuba després del rebuig de les ajudes i d'una reunió amb el president estatunidenc Ronald Reagan. El Govern cubà va enviar diversos obrers professionals per a col·laborar en la construcció d'un nou aeroport internacional. El Govern també va crear una modesta força policial amb assistència cubana.
Durant aquest període, el Govern no va celebrar eleccions ni va elaborar una nova Constitució que reemplacés l'antiga la qual va ser suspesa. L'NJM va ser l'únic partit polític que va existir. Els llocs en el govern i en la nova força policial estaven oberts només a aquells que van declarar el seu suport als principis marxistes.
Els líders de govern dels EUA i algunes nacions del Carib van expressar el seu descontentament davant el govern de l'NJM, així com a les seves relacions amb Cuba.

## Caiguda de Bishop i invasió estatunidenca
El 1983, es va desenvolupar una disputa al si de l'NJM. Bishop, encara que era popular entre el poble, va ser objecte de dures crítiques dins del partit i l'exèrcit. Els seus crítics, liderats pel viceprimer ministre Bernard Coard, van tractar de convèncer Bishop de compartir el poder amb Coard, en la forma de «cogovernants del país». Bishop va rebutjar la idea, i la divisió al màxim nivell de l'NJM va comportar problemes polítics seriosos en el si del partit i el govern, fins que Coard va ordenar que Bishop fos posat sota arrest domiciliari.
La destitució de Bishop va comportar manifestacions en diverses àrees del país. Les manifestacions van assolir l'alliberament de Bishop i en, circumstàncies poc clares, Bishop va fer cap les casernes generals militars. Una força militar colpista va arribar a les casernes generals i els combats van esclatar. Molts civils van ser assassinats. Bishop al costat dels seus ministres Fitzroy Bain, Norris Bain, Evelyn Bullen, Jacqueline Creft, Keith Hayling, Evelyn Maitland i Unison Whiteman van ser col·locats en fila contra un mur i van ser executats per un escamot d'afusellament.
L'execució de Bishop va ser seguida de la formació d'un govern militar sota la direcció del general Hudson Austin. Austin va anunciar una llei marcial de 4 dies de durada durant la qual qualsevol persona que abandonés la seva llar sense autorització podria ser subjecte d'una execució sumària. Sis dies després, EUA va envair Granada en l'operació Fúria Urgent i va enderrocar el govern. Amb la destitució del govern de l'NJM, l'antiga Constitució va ser restablerta.
Més tard, 17 oficials polítics i militars van ser jutjats i condemnats com a responsables de la mort de Bishop i les altres 7 persones executades.

## Política exterior

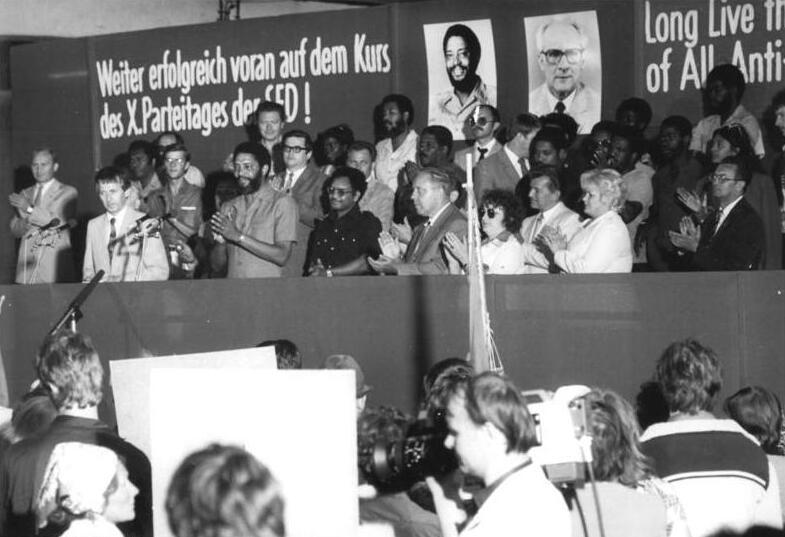
Maurice Bishop durant una visita a la República Democràtica Alemanya el 1982

El Moviment New Jewel va treballar estretament amb Cuba per assistir a moviments revolucionaris d'esquerra com l'Organització del Poble del Sud-Oest Africà a l'actual Namíbia o el Frente Farabundo Martí para la Liberación Nacional d'El Salvador.
A més, va establir relacions properes amb la Unió Soviètica i altres països socialistes, destacant la República Democràtica Alemanya, on Bishop va ser-hi de visita oficial el 1982.